# Helicoconis (Fontenellea) canariensis
Helicoconis (Fontenellea) canariensis is een insect uit de familie van de dwerggaasvliegen (Coniopterygidae), die tot de orde netvleugeligen (Neuroptera) behoort. 
Helicoconis (Fontenellea) canariensis is voor het eerst wetenschappelijk beschreven door Monserrat in 2002.